# Albert Ellis
Albert Ellis (Pittsburgh, 27 de setembro de 1913 – Nova Iorque, 24 de julho de 2007) foi um psicólogo estadunidense que desenvolveu, em 1955, a REBT (Rational Emotive Behavior Therapy) "terapia racional emotiva comportamental"; inicialmente especializou-se como terapeuta de casais e sexo.
Nascido numa familia judaica, ele era o mais velho de três irmãos. Seu pai era comerciante e, por conta disso, fazia muitas viagens; sua mãe também era emocionalmente distante de seus filhos, restando a Albert a responsabilidade de cuidar de seus irmãos.
Aos 19 anos Albert Ellis era um jovem tímido que decidiu fazer algo para vencer sua timidez; ele elaborou um exercício: sentava-se num banco de um parque e se obrigava a falar com todas as mulheres que se aproximassem. Em um mês conseguiu o feito de dirigir a palavra a 130 mulheres. Há alguns anos declarou ao jornal The New York Times: Trinta se salvaram, mas falei com as outras cem. Nenhuma vomitou nem chamou a polícia, foi um feito e tanto segundo ele.
Morreu aos 93 anos, deixando 75 livros de sua autoria. Sepultado no Cemitério de Woodlawn.

## Obra literária
- O folclore do sexo, Oxford, Inglaterra: Charles Boni, 1951,
- O Homossexual na América: A Subjective Approach (introdução), NY: Greenberg, 1951,
- The American Sexual tragedy NY: Twayne, 1954,
- Sex American Life of woman e Relatório Kinsey, Oxford, Inglaterra: Greenberg, 1955,
- A Psicologia do Sex Offenders, Springfield, IL: Thomas, 1956,
- How To Live With a neurotic, Oxford, England: Crown Publishers, 1957,
- Sexo sem culpa, NY: Hillman, 1958,
- A Arte e Ciência do Amor, NY: Lyle Stuart, 1960,
- Um Guia para o sucesso do casamento, com Robert A. Harper, North Hollywood, CA: Wilshire Book, 1961,
- Creativo Casamento, com Robert A. Harper, NY: Lyle Stuart, 1961,
- A Enciclopédia do Comportamento Sexual, editado com Albert Abarbanel. NY: Hawthorn, 1961,
- The American Sexual Tragedy, 2 ª Ed.. rev., NY: Lyle Stuart, 1962,
- Razão e emoção em Psicoterapia, NY: Lyle Stuart, 1962,
- Sex and the Single Man, NY: Lyle Stuart, 1963,
- If this be sexual heresy. NY: Lyle Stuart, 1963,
- Nymphomania: Um Estudo da Oversexed Woman, com Edward Sagarin, NY: Gilbert Press, 1964,
- Homossexualidade: Suas causas e curas. NY: Lyle Stuart, 1965,
- É Objectivismo uma religião, NY: Lyle Stuart, 1968,
- A Guide for Rational Living, Englewood Cliffs, N.J., Prentice-Hall, 1961,
- Um novo guia para viver racionalmente, Wilshire Book Company, 1975, ISBN 0-87980-042-9,
- Anger: Como viver com e sem ele, Secaucus, NJ: Citadel Press, 1977, ISBN 0806509376,
- Manual of Rational - Emotive Therapy, com Russell Greiger & contribuintes, NY: Springer Publishing, 1977,
- Overcoming Procrastination: Or how Think and Act Rationally in Spite of Life's Inevitable Hassles, com William J. Knaus, Institute for Rational Living, 1977, ISBN 0917476042,
- Como viver com uma Neurótica. Wilshire Book Company, 1979, ISBN 0-87980-404-1,
- Overcoming Resistance: racional - emotiva terapia com clientes difíceis, NY: Springer Publishing, 1985, ISBN 0-8261-4910-3,
- When AA Doesn't Work For You: Rational for Quitting Álcool, com Emmett Velten, Barricade Books, 1992, ISBN 978-0-942637-53-3.